# Diamesa dactyloidea
Diamesa dactyloidea är en tvåvingeart som beskrevs av Makarchenko 1988. Diamesa dactyloidea ingår i släktet Diamesa och familjen fjädermyggor. Inga underarter finns listade i Catalogue of Life.